# Zaira (Voltaire)
Zaïre è una tragedia in cinque atti di Voltaire, scritta in alessandrino nel 1732 e rappresentata alla Comédie-Française il 13 agosto 1732.

## Trama
L'azione si svolge a Gerusalemme tra i secoli XIV e XV. Zaira, nata cristiana, ma cresciuta nell'Islam, è amata dal sultano Orosmane. Nerestan è responsabile della raccolta del riscatto per la liberazione dei cristiani. Il sultano libera un centinaio di cavalieri, ma si rifiuta di liberare Zaira. Il vecchio re Lusignano, liberato a sua volta, riconosce in Zaira e Nerestan i suoi figli che credeva morti. Orosmane, ingannato da una lettera ambigua, pugnala Zaira che crede infedele. Accorgendosi del suo errore, si uccide sul corpo della sua amante.
Alcuni storici della letteratura considerano quest'opera come un libero adattamento di Otello da parte di Voltaire. L'opera evoca gli stessi temi: vale a dire, la gelosia e la tolleranza.
Si può notare, tuttavia, che se la tragedia di Shakespeare si concentra sui personaggi di Otello e Iago, sottolineando la gelosia, Voltaire dà più importanza a Desdemona (Zaira) e a suo padre, sottolineando così il tema della tolleranza e della relatività delle religioni, quest'ultimo uno dei preferiti dell'autore francese.
La pièce ottenne, sin dall'inizio, un grande successo e rimarrà nel repertorio della Comédie-Française fino al 1936. Ha ispirato a Felice Romani il libretto di Zaira, opera di Vincenzo Bellini.

## Primi interpreti
- Quinault-Dufresne: Orosmane
- Charles-François Racot de Grandval: Nérestan
- Pierre-Claude Sarrazin: Lusignano
- Jeanne-Catherine Gaussin: Zaïre